# Anne Loos
Pour les articles homonymes, voir Loos.
Anne Loos est une actrice américaine, née le 4 novembre 1915 à Saint-Louis (Missouri, États-Unis) et morte le 3 mai 1986 à Los Angeles.

## Filmographie partielle

### Au cinéma
- 1944 : La Femme au portrait (The Woman in the Window) de Fritz Lang
- 1945 : Pillow to Post de Vincent Sherman
- 1962 : Le Marchand de fanfares (The Music Man) de Morton DaCosta

### À la télévision
- 1962 : Mes trois fils (My Three Sons)
- 1963 : Au-delà du réel (The Outer Limits)
- 1964 : Gunsmoke
- 1965 : Le Fugitif (The Fugitive)
- 1967-1969 : Mannix
- 1972 : Les Rues de San Francisco (The Streets of San Francisco)
- 1974 : La Famille des collines (The Waltons)
- 1974 : Auto-patrouille (Adam-12)
- 1975 : Emergency! (en)